# Acciaroli
Acciaroli est une frazione de la commune de Pollica dans la province de Salerne en  Campanie (Italie).

## Géographie
Acciaroli est situé sur la côte tyrrhénienne (Costiera Cilentana), le long de la Strada statale 267 del Cilento (it) à environ 30 km d' Agropoli, 6 km de Pollica, 4 km d'Agnone Cilento (it), 20 km de Santa Maria di Castellabate (it), 17 km de Velia, 70 km de Salerne et environ 160 km de Naples. La gare ferroviaire la plus proche est celle d'Ascea, à environ 20 km.

## Description
Acciaroli, qui appartient à la zone du parc national du Cilento et du Val de Diano, est un petit port qui comporte une église du XIIe siècle dédiée la  Santissima Annunziata, un couvent franciscain datant de 1565 et une tour d'observation d'origine normande.

## Économie
Le tourisme est la principale activité. La qualité de ses eaux lui ont permis d'obtenir le label « 5 vele » de Legambiente et le Bandiera Blu des plages.

## Transports
Acciaroli est à l'écart des grands axes de communications. Son port de tourisme le relie avec Salerne et d'autres localités côtières. Une ligne de cars dessert la localité vers Salerne et Naples.

## Particularités
Acciaroli est connu pour l’exceptionnelle longévité de vie de ses habitants dont plus d'un sur dix est centenaire,.

## Sources
- (it) Cet article est partiellement ou en totalité issu de l’article de Wikipédia en italien intitulé « Acciaroli » (voir la liste des auteurs).